# Parafia Wniebowzięcia Najświętszej Maryi Panny w Solcu nad Wisłą
Parafia Najświętszej Maryi Panny w Solcu nad Wisłą – Jedna z 10 parafii rzymskokatolickich dekanatu lipskiego diecezji radomskiej.

## Historia
Nazwa miejscowości pochodzi od prowadzonego handlu solą. Według legendy najstarsza wzmianka dotyczy wskrzeszenia Piotrawina w 1078 przez św. Stanisława, biskupa krakowskiego. W XI w. Solec stanowił gród arcybiskupów gnieźnieńskich, potem własność bożogrobców z Miechowa, od 1325 własność królewską i w tym czasie lokowane zostało miasto przez Władysława Łokietka. Kazimierz Wielki zbudował gotycki zamek, który był przekształcony w XVII w. przez Krzysztofa Zbaraskiego na rezydencję renesansową. Miasto, zniszczone w wyniku najazdów szwedzkich, podupadło, a prawa miejskie utraciło w 1869. 
Kościół pierwotny istniał przy rezydencji arcybiskupów gnieźnieńskich. Parafia powstała prawdopodobnie w XIII w. Murowana kaplica zamkowa pw. Wniebowzięcia NMP była zbudowana przez Kazimierza Wielkiego w 1370, a następnie przekształcona w kościół parafialny. Ten był trzykrotnie palony i odbudowywany: przez ks. Macieja Becha w XVI w., przez księcia Krzysztofa Zbarskiego w 1604 i wtedy też konsekrowany, w 1825 roku przez hrabiego Matuszewicza. Kościół jest w stylu gotyckim, wzniesiony z kamienia i cegły. W latach 1976–1999 kościół restaurowano i odnowiono staraniem ks. Tadeusza Gębki.

## Proboszczowie
- 1930 - 1955 - ks. Jan Baduszek
- 1955 - 1957 - ks. Wojciech Kacperski
- 1957 - 1960 - ks. Marian Pałkiewicz
- 1960 - 1971 - ks. Stanisław Resztak
- 1971 - 1975 - ks. Jan Bania
- 1975 - 2006 - ks. kan. Tadeusz Gębka
- 2006 - 2007 - ks. Janusz Stanek
- 2007 - nadal - ks. Krzysztof Maj

## Zasięg parafii
Do parafii należą wierni z miejscowości: Boiska, Dziurków, Kalinówek, Kolonia Nadwiślańska, Kłudzie, Przedmieście Bliższe, Przedmieście Dalsze, Raj, Sadkowice, Solec, Wola Solecka, Kolonia Wola Solecka i Wólka.